# San Augustine County
San Augustine County är ett administrativt område i delstaten Texas, USA, med 8 865 invånare (2010). Den administrativa huvudorten (county seat) är San Augustine.

## Geografi
Enligt United States Census Bureau har countyt en total area på 1 533km². 1 368 km² av den arean är land och 166 km² är vatten.

### Angränsande countyn
- Shelby County - norr
- Sabine County - öster
- Jasper County - söder
- Angelina County - sydväst
- Nacogdoches County - väster